# Vicente Arenari
Vicente Arenari Filho, mais conhecido como Vicente Arenari (Natividade, 23 de março de 1935 — Natividade, 14 de julho de 2013), foi um treinador e futebolista brasileiro, que atuou como lateral-esquerdo.

## Carreira

### Jogador
Filho do Italiano Vicente Arenari e Edith Braga, mudou-se com os pais para Campos (RJ), junto com mais oito irmãos.
Começou nas categorias de base do Americano FC, e logo seguindo para Flamengo em 1954, onde subiu para o profissional em 1954. Fazia parte dos juvenis no ano do Campeonato Carioca de 1955. No Rubro-negro, assim que começou a treinar com o time titular, o jogador consagrou-se campeão, o Flamengo fechou o tricampeonato carioca (1953, 1954 e 1955). Apesar disso, Vicente não atuou em nenhuma partida.
Se destacou no Bahia, clube em que atuou entre 1956 e 1962, sagrando-se vencedor do Campeonato Brasileiro de Futebol de 1959. Também foi pentacampeão baiano nos anos de 1958, 1959, 1960, 1961 e 1962.
Posteriormente, em 1963, o jogador transferiu-se para o Palmeiras, onde sagrou-se campeão paulista em 1963, todavia sua passagem encerrou-se devido a uma séria lesão no joelho, problema o qual, para a época, era quase fatal na carreira de um atleta. Jogou por três anos no clube, até 1965, e ao todo, atuou pelo clube em 49 oportunidades, com 31 vitórias, 10 empates e apenas 8 derrotas. O único gol pelo Verdão foi marcado no amistoso contra o Sport Boys, do Peru, um empate por 2 a 2 no Estádio Nacional de Lima.
Ainda assim, o jogador atuou mais dois anos pelo Nacional-SP da capital paulista.

### Treinador
Como treinador, iniciou sua caminhada em 1968, no mesmo Nacional Atlético Clube.
Depois passou pela Ferroviária de Araraquara em 1974, para no ano seguinte assumir o Saad de São Caetano do Sul.
Trabalhou nas categorias de base do Palmeiras nos anos 80 e em 1985, chegou a assumir como técnico da equipe principal, lançando jogadores importantes à época, como Ditinho, Edu Manga, Gerson Caçapa e Hélio. Em 20 jogos, acumulou sete vitórias, seis empates e sete derrotas.
Em 1897, assume o Bandeirante de Birigui.
Em 1988, comandou o Botafogo-SP no Campeonato Paulista.
Em 1990, dirigiu o Itaperuna.
Em 1991, dirigiu o Juventude.

## Morte
Morreu no dia 14 de julho de 2013, aos 78 anos, vítima de um AVC.

## Títulos

### Como jogador
Flamengo
- Campeonato Carioca: 1955

Bahia
- Campeonato Baiano: 1956, 1958, 1959, 1960, 1961 e 1962
- Campeonato Brasileiro: 1959
- Torneio Norte-Nordeste: 1959 e 1961

Palmeiras
- Campeonato Paulista: 1963

### Outras Conquistas
Flamengo
- Torneio Internacional do Rio de Janeiro (Torneio Gilberto Cardoso): 1955

Bahia
- Taça da Amizade: 1959
- Torneio Quadrangular: 1962
- Taça Walter Passos: 1962

Palmeiras
- Torneio Pentagonal de Guadalajara: 1963
- Torneio de Firenze: 1963
- Troféu Piratininga – Quadrangular dos Grandes Clubes: 1963 e 1965
- Taça Saprissa: 1964
- Copa IV Centenário do Rio de Janeiro: 1965
- Taça Independência: 1965
- Taça Rio Grande do Sul: 1965
- Torneio de Classificação Rio-São Paulo: 1965